# 中央人民政府駐澳門特別行政區聯絡辦公室
中央人民政府駐澳門特別行政區聯絡辦公室，簡稱澳門中聯辦、中央政府驻澳联络办，是中华人民共和国中央人民政府（国务院）在澳門特別行政區的派出機構，与中共中央澳门工作委员会是一个机构两块牌子。
澳门中联办的前身分別是「南光贸易公司」（现为中国中央企业南光（集团）有限公司）和1987年9月21日成立的原新華通訊社澳門分社（澳门「大新华」），後者於2000年1月18日更名為澳門中聯辦後，作為新聞機構的新華通訊社澳門分社另行注册成立。此外，除了澳門中聯辦，中央人民政府駐澳門特別行政區的機構還有外交部駐澳門特別行政區特派員公署和解放軍駐澳門部隊。

## 历史
1987年9月21日，新华社澳门分社成立，周鼎出任首任社长。新华社澳门分社是由南光公司部分职能更名而成。澳门分工委由原先与南光公司一个机构两块牌子，调整为与新华社澳门分社一个机构两块牌子。
1992年1月，经中共中央批准，撤销中共港澳工委，分别成立中共中央直接领导的中共中央香港工作委员会（中共中央香港工委）和中共中央澳门工作委员会（中共中央澳门工委）。中共中央澳门工委与新华社澳门分社实行一个机构两块牌子。
2000年1月18日，国务院决定设立“中央人民政府驻澳门特别行政区联络办公室”。澳门中联办第一代辦公室位於新口岸新華大廈。

## 职责
根据根据《国务院关于更改新华通讯社香港分社、澳门分社名称问题的通知》（国函〔2000〕5号）等相关规定，澳门中联办承担下列职能：
1. 联系外交部驻澳门特别行政区特派员公署和中国人民解放军驻澳门部队。
2. 联系并协助内地有关部门管理在澳门的中资机构。
3. 促进澳门与内地之间的经济、教育、科学、文化、体育等领域的交流与合作。联系澳门社会各界人士，增进内地与澳门之间的交往。反映澳门居民对内地的意见。
4. 处理有关涉台事务。
5. 承办中央人民政府交办的其他事项。

## 机构设置
根据有关规定，澳门中联办设置下列机构：

### 内设机构
- 办公厅
- 研究室
- 人事部
- 社会工作部
- 社团联络部（法律工作部）
- 协调部
- 文化教育部
- 经济部
- 公关部
- 警务联络部
- 台湾事务部
- 行政财务部
- 北京联络部
- 广东联络部
- 珠海联络部

（中央政府驻澳联络办经济部贸易处为中华人民共和国商务部派出机构；警务联络部为中华人民共和国公安部派出机构。）

## 歷任领导
| 新華通訊社澳門分社社長 - 周 鼎（1987年9月－1990年） - 郭东坡（1990年5月－1995年） - 王启人（1995年4月－1999年12月） 中央人民政府駐澳門特別行政區聯絡辦公室主任 - 王启人（2000年1月－2001年7月） - 白志健（2001年10月－2014年1月） - 李 刚（2014年1月－2016年7月） - 王志民（2016年7月－2017年9月） - 鄭曉松（2017年9月－2018年10月） - 傅自应（2018年12月－2022年5月） - 郑新聪（2022年5月－） | 中央人民政府駐澳門特別行政區聯絡辦公室副主任 ...... - 黄柳权（2022年11月－，2023年3月起兼澳门特别行政区维护国家安全委员会国家安全技术顾问） - 吕玉印（2023年7月－） - 张应杰（2024年12月－） |

## 批评与争议

### 總部大樓破壞世遺景觀爭議
2007年，澳門居民致函聯合國教科文組織，指出包括中聯辦大樓在內的相關工程破壞世界遺產——東望洋燈塔的景觀，引發影響至今的東望洋燈塔景觀危機。教科文組織向澳門政府發出警告後，時任澳門特別行政區行政長官何厚鏵簽署第83/2008號行政長官批示（俗稱「限高批示」），限制東望洋燈塔周邊興建的樓宇的高度。儘管中聯辦後來改變計劃，將99.9米降至約88米高，然而客觀結果是燈塔的景觀一樣被嚴重破壞。

### 引用
1. ↑  . Portal do Governo da RAE de Macau.   [2019-07-01]. （原始内容存档于2020-12-12）.
2. ↑  . 中国网.   [2017-10-15]. （原始内容存档于2020-11-29）.
3. ↑  陈启明先生逝世，人民日报2016年01月31日，第04版
4. ↑  冯霞，涉港澳民商事司法协助中调查取证问题探究，中国国际私法学会2009年会论文集：中国国际私法六十年回顾与展望（上册）
5. ↑  . 中国柳州.   [2017-10-15]. （原始内容存档于2016-08-05）.
6. ↑  澳門特別行政區新聞局，《澳門新紀元—澳門特別行政區成立一周年紀念圖集》，2000年，頁115
7. ↑  中央人民政府驻澳门特别行政区联络办公室. . 中央人民政府驻澳门特别行政区联络办公室门户网站. 澳门.   [2018-10-03]. （原始内容存档于2020-12-12） （中文（中国大陆））.
8. ↑  中央人民政府驻澳门特别行政区联络办公室. . 中央人民政府驻澳门特别行政区联络办公室门户网站. 澳门.   [2018-10-03]. （原始内容存档于2020-12-12） （中文（中国大陆））.
9. ↑  . Macau Daily Times. November 8, 2016. （原始内容存档于2018-02-03）.
10. ↑  . 訊報. 2008-04-25  [2018-10-29]. （原始内容存档于2021-02-13）.
11. ↑  . 蘋果日報. 2007-10-07  [2018-10-31]. （原始内容存档于2018-10-31）.

## 外部連結
- 中央人民政府駐澳門特別行政區聯絡辦公室（页面存档备份，存于） 官方网站